# النهضة السنية
كانت النهضة السنية فترة في التاريخ الإسلامي تميزت بإحياء الحظوظ السياسية للإسلام السني، والاهتمام المتجدد بالقانون السني واللاهوت وانتشار أساليب جديدة في الفن والعمارة. استمر الإحياء من 1055 حتى 1258.
وقد اقترح ريتشارد بوليت أن مصطلح «أحدث» يصف هذه الفترة بشكل أفضل من «إحياء» أو «نهضة». تتميز الفترة بالتطورات داخل السنة بقدر ما تتميز بالعلاقات السنية مع الإسلام الشيعي. وعلى وجه الخصوص، كانت فترة تجانس السنة حيث سعى العلماء والقادة جاهدين من أجل الاجتهاد (الإجماع). وقد جادل بعض العلماء بأن النهضة السنية أدت إلى تراجع الإنتاج العلمي في العالم الإسلامي.

## التوقيت
وجاء إحياء السنة في أعقاب فترة من صعود الشيعة، تسمى أحيانا «القرن الشيعي»، في ظل السلالة الفاطمية في أفريقيا وفلسطين وأجزاء من شبه الجزيرة العربية. السلالة الحمدانية في سوريا. وسلالة بوييد في العراق وإيران. وخلال هذه الفترة، سيطرت الأنظمة السياسية الشيعية على معظم العالم الإسلامي، بما في ذلك مناطقه الأساسية. كان الخليفة العباسي، المرشد السني الأعلى، تحت سيطرة البدايد، الذين حكموا بغداد، في حين كان شريف مكة تحت سلطة الفاطميين.
بدأ الإحياء الديني في عهد الخليفة العباسي القادر (991-1031). وعلى الرغم من أنه كان خاضعا للبوييد وعاجزا سياسيا، إلا أنه تمكن من توجيه مسار مستقل بشكل متزايد في القضايا الدينية. بدعم من التقليديين الحنبليين، حول القادر الخلافة إلى بطل السنة، وأدان المعتقدات الشيعية والعقلانية (المعتازيليت) التي تعاطف معها الخلفاء العباسيون السابقون جزئيا. كان ما يسمى ب «العقيدة القادرية»، التي صيغت في عام 1018، أول تعبير عن المعتقدات السنية في حد ذاتها، وليس تعريفها في معارضة الشيعة.
أصبح النهضة السنية حركة سياسية عندما غزا الأتراك السلاجقة السنة بغداد من البدايد في عام 1055، مما أنقذ الخليفة القائم من الإطاحة به من قبل الشيعة. استمرت فترة هيمنة السلاجقة قرابة القرن، حتى حوالي عام 1150. وقد طردوا نهائيا من بغداد في عام 1157. بعد ذلك، تلت ذلك فترة من الانبعاث والمسكونية العباسية حتى طرد مغول بغداد في عام 1258.

## الانتشار
كان النظام الرئيسي لإحياء السنة السياسية والقانونية نظام الملك (د. 1092)، وزير إمبراطورية السلاجقة. أسس المدرسة التي أخذت اسمه، مدرسة نظامية بغداد. قام النظام الرئيسي لإحياء اللاهوت، الغزالي (د. 1111)، بالتدريس في مدرسة نظام في بغداد. لم تكن هذه المدرسة الأولى، لكنها كانت إلى حد بعيد الأكثر تأثيرا ونزاميا التي صيغت بعد ذلك في بغداد حيث انتشر الإحياء السني. وكانت عاملا رئيسيا في تجانس السنة خلال فترة الإحياء.
الرقم الأكثر ارتباطا بإحياء السنة في سوريا هو نور الدين (د. 1174)، الذي بنى عشرين مدرسة في دمشق. في عام 1171، ألغى صلاح الدين، الذي كان في الأصل جنرالا في نور الدين، الخلافة الفاطمية وجلب مصر إلى الحظيرة السنية. عززت سلالته الأيوبية السنة بقوة في سوريا وفلسطين ومصر.

## ببليوغرافيا
- عزام، عبد الرحمن (2014). صلاح الدين الأيوبي: انتصار النهضة السنية. جمعية النصوص الإسلامية.
- عزام، عبد الرحمن (2016). «مصادر النهضة السنية: نظام الملك والنزاميا: رد فعل على الطائفية في القرن الحادي عشر». العالم الإسلامي. 106 (1): 97–108. doi:10.1111/muwo.12126.
- بيركي، جوناثان ب. (2003). تكوين الإسلام: الدين والمجتمع في الشرق الأدنى، 600-1800. مطبعة جامعة كامبريدج.
- شاني، إريك (2016). الدين وصعود وسقوط العلوم الإسلامية (PDF) (فصل الأطروحة). جامعة هارفارد.
- غريفل، فرانك (2006). «النهضة السنية». في ميري، جوزيف دبليو (إد). الحضارة الإسلامية في العصور الوسطى: موسوعة. نيويورك ولندن: روتليدج. ص. 782-783. ISBN 978-0-415-96690-0.
- كينيدي، هيو (2004). النبي وعصر الخلافة: الشرق الأدنى الإسلامي من القرن السادس إلى القرن الحادي عشر (الثاني). هارلو: لونغمان. ISBN 978-0-582-40525-7.
- مقدسي، جورج (1977). «النهضة السنية». في دونالد سيدني ريتشاردز (إد). الحضارة الإسلامية، 950-1150. (برونو كاسيرر) ص. 155-168.
- ماركس، لورا يو (2010). التطوية واللانهاية: أنساب إسلامية لفن الإعلام الجديد. معهد ماساتشوستس لتكنولوجيا الصحافة.
- طباة، ياسر (2011). تحول الفن الإسلامي خلال النهضة السنية. مطبعة جامعة واشنطن.
- طباة، ياسر (2017). «عودة الخلافة في بغداد». في فينبار باري فلود; غولرو نيجيبوغلو (eds.). رفيق للفن والعمارة الإسلامية، المجلد الأول: من النبي إلى المغول. وايلي بلاكويل ص. 307-326.